# Proveedor de servicios de Internet inalámbrico

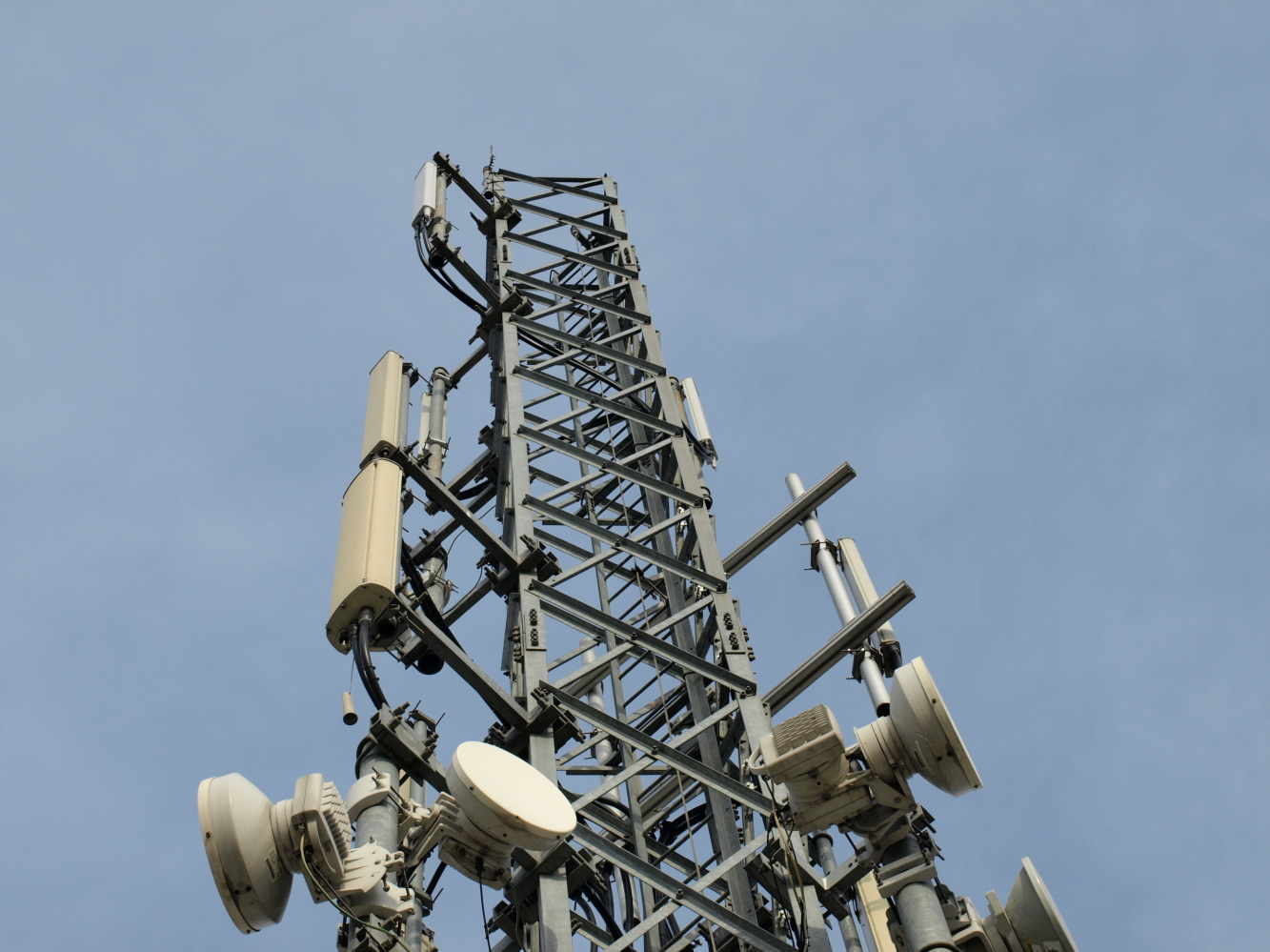
Ejemplo de un Punto de Acceso (Access Point).

Un proveedor de servicios de Internet inalámbrico (en inglés: wireless Internet service provider, abreviado WISP) es un proveedor de servicios de Internet con una red basada en conexiones inalámbricas.
Pueden ser hotspots Wi-Fi, un operador con una infraestructura Wi-Fi o WiMAX. Frecuentemente ofrecen servicios adicionales, como contenido basado en localización, Virtual Private Networking y Voz sobre IP y televisión. 
Recientemente[cita requerida] se están creando WISP utilizando modelo de despliegue femtocelda, esto es, el uso de los pares de cobre liberalizados para crear los enlaces troncales.
La solución permite crear una elevada densidad de cobertura sin necesidad de emplear técnicas complementarias, algo parecido a instalar 200 ADSL en una ciudad pero con sólo un enrutador wifi para dar acceso a los usuarios de forma inalámbrica.
La solución es muy potente ya que permite alta densidad de cobertura con muy baja potencia de antenas, de hecho femtocelda es una de las opciones futuras para las redes de los operadores móviles.[cita requerida]